# Гельфрейх, Владимир Георгиевич
Влади́мир Гео́ргиевич Гельфре́йх (12 [24] марта 1885, Санкт-Петербург — 7 августа 1967, Москва) — российский и советский архитектор, педагог, профессор.
Действительный член Академии архитектуры СССР (1947). Герой Социалистического Труда (1965). Дважды лауреат Сталинской премии первой степени (1946, 1949).

## Биография
Родился в Санкт-Петербурге в семье государственного служащего. Окончил реальное училище, два года занимался в частной рисовальной школе. В 1906 году поступил на Архитектурное отделение Высшего художественного училища при Императорской Академии художеств, которое окончил с отличием в 1914 году, выполнив дипломный проект здания Государственного совета под руководством профессора Леонтия Бенуа. Ещё во время обучения в Академии начал работать в мастерской академика архитектуры Владимира Щуко, который оказал заметное влияние на дальнейший творческий путь Гельфрейха.
Начиная с 1918 года был бессменным соавтором Владимира Щуко; их сотрудничество продолжалось вплоть до смерти Щуко в 1939 году. Первой совместной работой архитекторов после октябрьской революции стало проектирование и сооружение в 1922—1923 годах павильонов Иностранного отдела Всероссийской сельскохозяйственной и кустарно-промышленной выставке в Москве. К периоду 1920-х годов относятся проекты архитекторов в Петрограде—Ленинграде — пропилеи Смольного, памятники В. И. Ленину (у Троицкого моста, моста Революции и у Финляндского вокзала), дом культуры Московско-Нарвского района; Щуко и Гельфрейх приняли участие в ряде конкурсов, в том числе на проект советского павильона на Всемирной выставке в Париже, проект дома промышленности УССР в Харькове, Дворец Труда в Иваново, Дом советов в Туле и ряд других.
Важную роль в их совместной деятельности сыграло проектирование Дворца Советов: они участвовали в первом и во втором закрытых конкурсах на проект Дворца (1932—1933; в соавторстве с А. П. Великановым, Л. М. Поляковым, И. Е. Рожиным, Г. В. Селюгиным, Селяковой-Шухаевой, А. Ф. Хряковым, Г. В. Щуко и др.). За основу же был принят проект, выполненный архитектором Б. М. Иофаном. Б. М. Иофану, В. Г. Гельфрейху и В. А. Щуко с их архитектурным коллективом была поручена последующая разработка этого проекта (1933—1939).
В 1918—1935 годах Гельфрейх преподавал в ленинградском ВХУТЕИНе (бывшей Академии художеств, с 1931 года ЛИЖСА имени И. Е. Репина). Преподавал в Московском высшем художественно-промышленном училище (Строгановском; 1959—1967 гг.).
С 1935 года Гельфрейх активно участвовал в реконструкции Москвы, разработал вариант планировки юго-запада Москвы (1935—1937).

Могила В. Г. Гельфрейха на Новодевичьем кладбище Москвы

Значительной работой в военные годы стали сооружения третьей очереди московского метрополитена — наземный вестибюль и перронный зал станции «Электрозаводская» (проект 1938 года, открыта в 1944 году; соавтор И. Е. Рожин), наземный вестибюль станции «Новокузнецкая» (1943).
В. Г. Гельфрейхом создан проект перронного зала станции «Ботанический сад» (ныне «Проспект Мира», 1949; соавтор М. А. Минкус, скульптор Г. И. Мотовилов).
Проект Пантеона — Памятника вечной славы великих людей Советской страны на Ленинских горах (1954; соавтор М. А. Минкус; конкурс).
В 1957—1958 годах В. Г. Гельфрейх принимал участие в архитектурных конкурсах на проект Дворца Советов на Ленинских горах (соавтор М. А. Минкус).
С 1954 года занимался массовым жилищным строительством. Руководил проектной мастерской «Моспроекта-1», занимавшейся застройкой Киевского района Москвы. Разработал проект реконструкции Смоленской площади (совместно с П. П. Штеллером, В. В. Лебедевым, при участии В. Н. Жадовской и А. И. Кузьмина). Также под его руководством строились кварталы в Фили-Мазилове, на Рублёвском шоссе, в Кунцеве, велась застройка Кутузовского проспекта, выполнялась реконструкция Смоленской улицы, Смоленской, Ростовской и Бережковской набережных, площади Киевского вокзала, Большой Дорогомиловской улицы, района Давыдкова и других.
Умер 7 августа 1967 года в Москве, похоронен на Новодевичьем кладбище (участок № 7).

## Проекты и постройки

### В Петрограде — Ленинграде
- Пропилеи Смольного (1923; соавтор В. А. Щуко).
- Водонапорная башня на 5000 ведер в Волховстрое.
- Вторичные понижающие подстанции Волховстроя на Васильевском острове, Выборгской и Петроградской сторонах (1925—1926; соавтор В. А. Щуко)
- Дом Госпромышленности УССР — Госпром в Харькове (1925; конкурс)

### В Москве

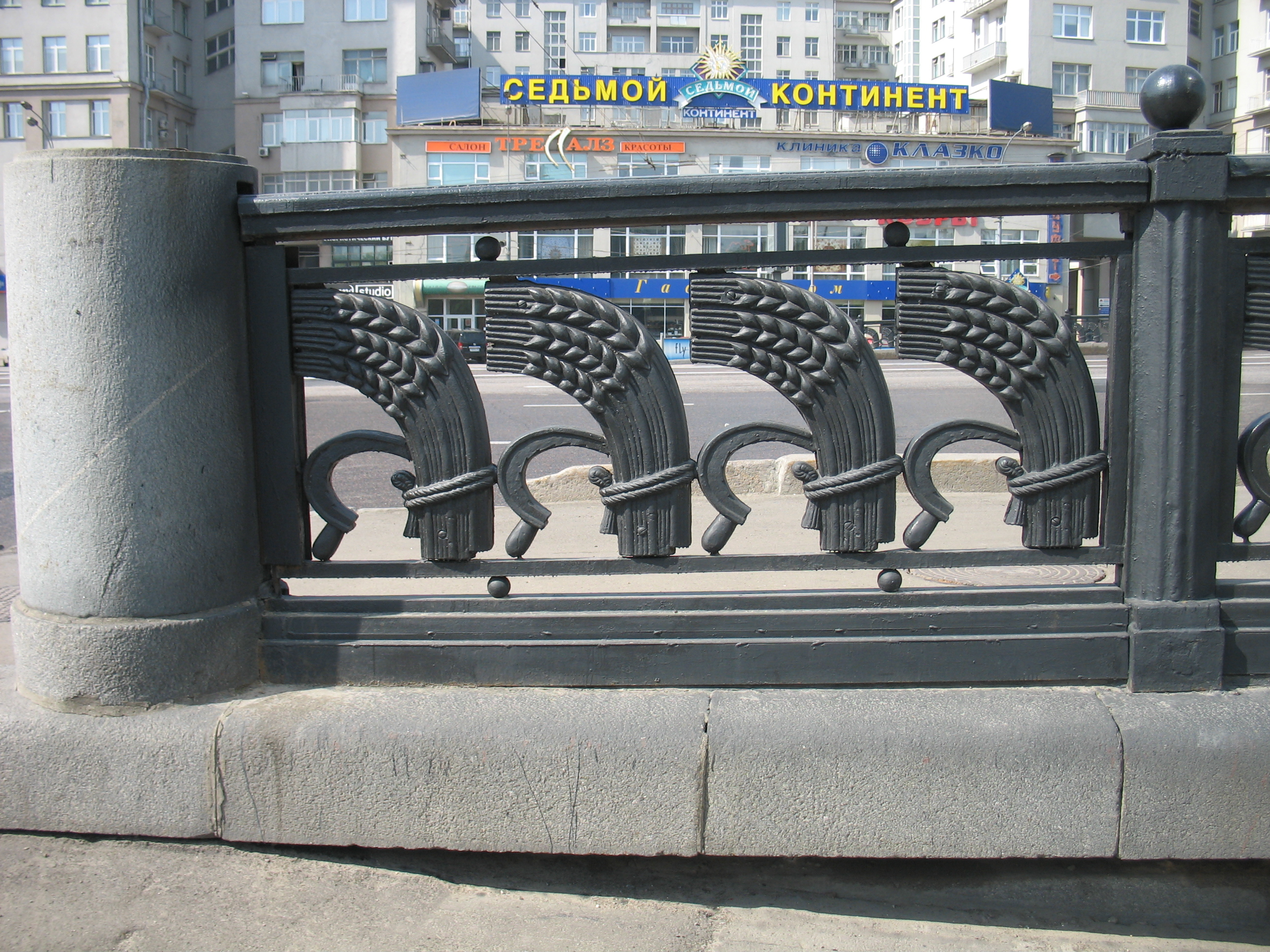
Большой Каменный мост (фрагмент), 1936—1938. Архитекторы В. А. Щуко, В. Г. Гельфрейх, М. А. Минкус

- здание Библиотеки имени В. И. Ленина (1928—1958, конкурс);
- Дом Наркомтяжпрома на Красной площади (1934);
- Большой Каменный мост (1936—1938; соавторы: В. А. Щуко, М. А. Минкус);
- Дом Юстиции на Фрунзенской набережной (1937; соавторы: В. А. Щуко, И. В. Ткаченко, И. Е. Рожин; конкурс);
- Главный павильон ВСХВ с башней Конституции (1939; соавторы: В. А. Щуко, Г. В. Щуко);
- панорама «Штурм Перекопа» (1941; соавтор И. Е. Рожин).
- проект планировки и застройки Смоленской площади (1956, совместно с В. П. Соколовым, М. А. Минкусом, Л. В. Варзар);

#### Московские высотные дома

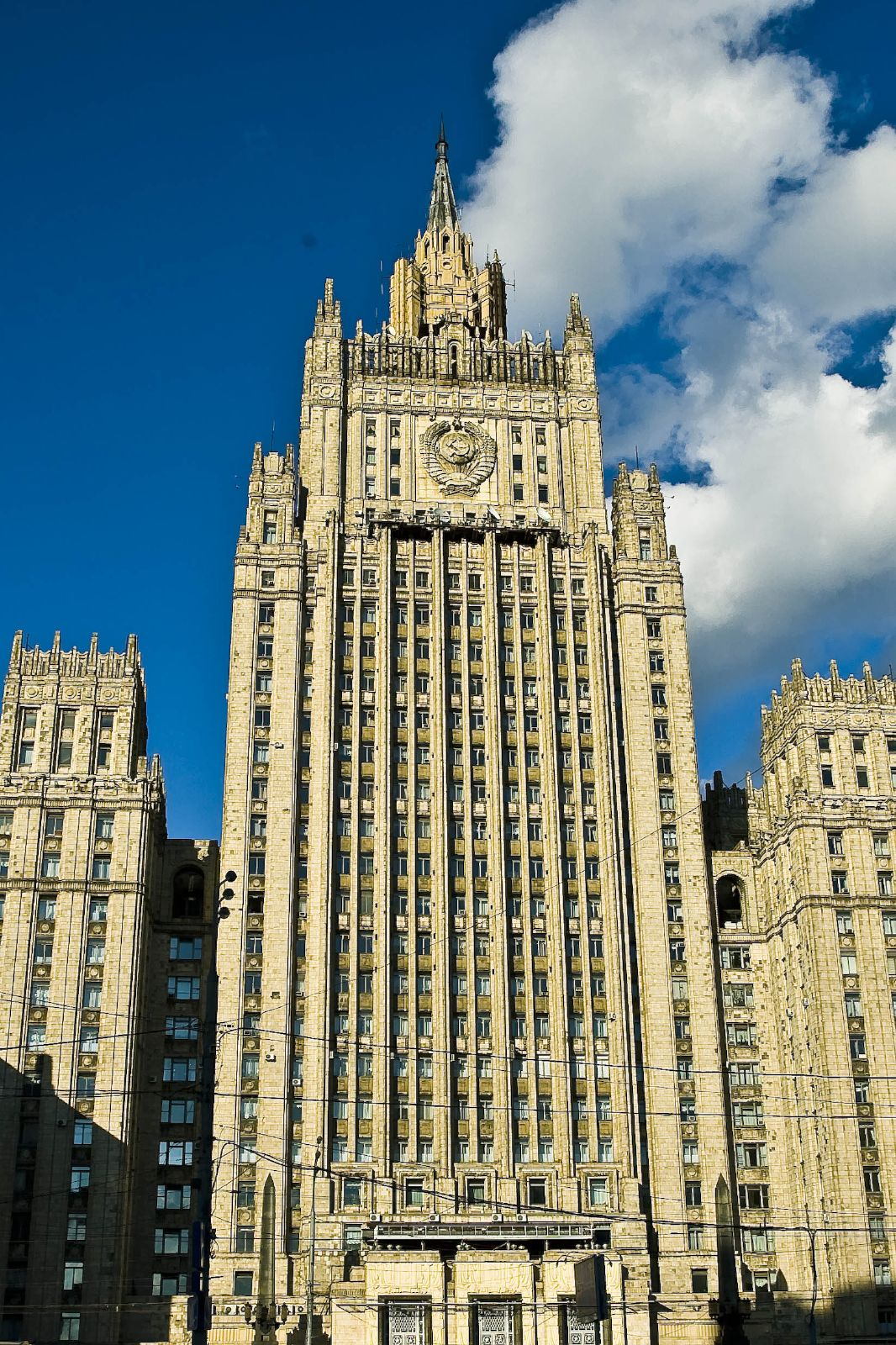
Новое здание МИД СССР, 1947—1953. Архитекторы В. Г. Гельфрейх, М. А. Минкус

Яркая страница в творческой биографии архитектора В. Г. Гельфрейха — участие в создании первых московский высотных домов. Он выполнил проект высотного административного здания на Смоленской площади (1947—1953; соавтор М. А. Минкус), руководил созданием ансамблей Смоленской площади и площади Киевского вокзала (1953), композиционных узлов Кутузовского проспекта и площади Победы (1953—1958), планировкой и застройкой жилых массивов Кунцево (1957—1959 гг.), Фили-Мазилово (1956), Рублево, Давыдково. Под его руководством велось не только массовое жилищное строительство, но и создание крупных общественных сооружений, среди которых и здание панорамы «Бородинская битва»(1962).

### В других городах

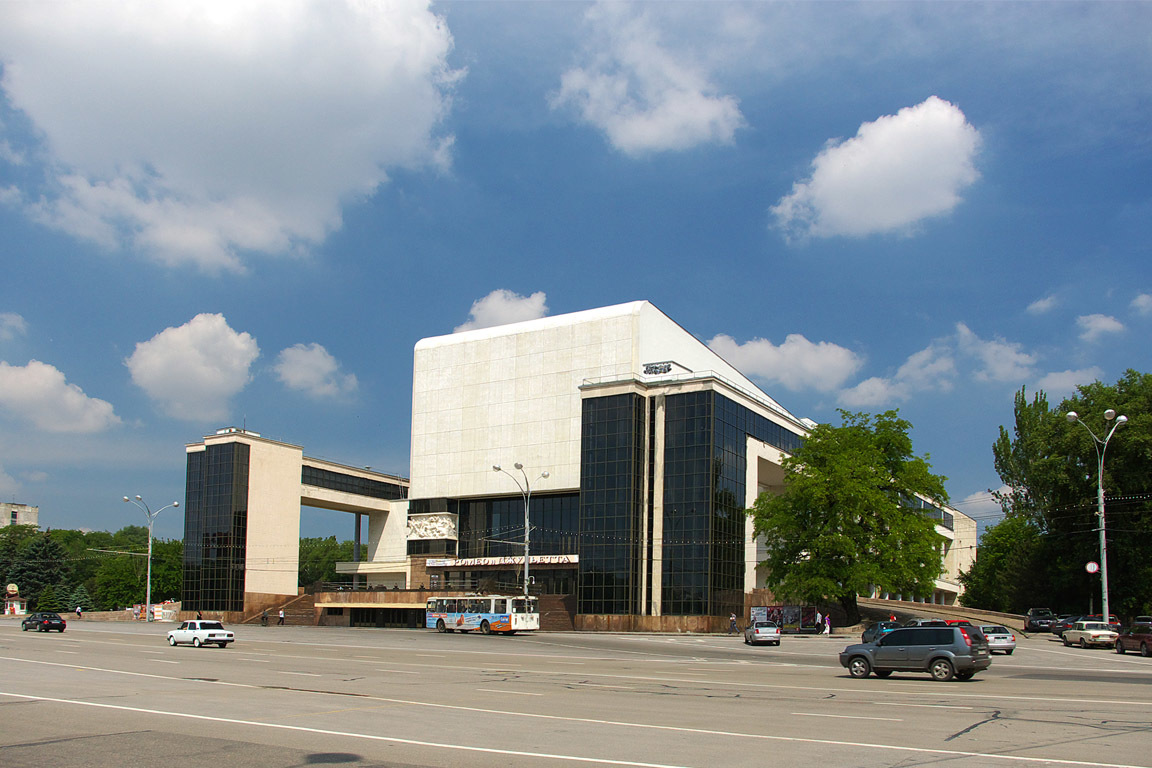
Ростов-на-Дону. Здание драматического театра. 1930—1935. Архитекторы: В. Г. Гельфрейх, В. А. Щуко

- Ростовский театр драмы имени М. Горького (1930—1935; соавтор В. А. Щуко; конкурс; осуществлён);
- Дом Правительства Абхазской АССР в Сухуми;
- Памятник 26-ти Бакинским комиссарам;
- Дом Госпромышленности УССР — Госпром в Харькове (1925; конкурс; проект поступил позже срока);
- Дворец культуры в Куйбышеве (1936; соавтор В. А. Щуко);
- Мацестинский виадук (соавторы: Щуко В. А., З. О. Брод, А. Ф. Хряков);
- Ржев — восстановление и реконструкция (1944—1945, соавтор Г. В. Щуко);
- Крещатик в Киеве (1944—1945; соавторы: А. П. Великанов, И. Е. Рожин, Г. В. Щуко);
- Центр Сталинграда (1944—1945; соавторы: И. Е. Рожин, Г. В. Щуко);
- Орёл — центр города (1945—1947, соавторы: В. А. Гайкович, Щуко Г. В.);
- Здание областного музея и библиотеки в Биробиджане.

## Награды и премии
- Герой Социалистического Труда (1965)
- Сталинская премия первой степени (1946) — за архитектурный проект станции «Электрозаводская» и верхнего вестибюля станции «Новокузнецкая» Московского метрополитена имени Л. М. Кагановича
- Сталинская премия первой степени (1949) — за архитектурный проект здания МИД СССР на Смоленской площади[8]
- два ордена Ленина
- три ордена Трудового Красного Знамени
- два ордена «Знак Почёта» (в том числе 16.09.1939[9])
- медали